# Thomas Romain
Pour les articles homonymes, voir Romain.
 (octobre 2022).
Thomas Romain est un réalisateur et directeur artistique français dans le domaine de l'animation né le 1er août 1977 à Besançon, en France.
Il est connu pour être le créateur de Code Lyoko et de Ōban, Star-Racers. Depuis 2003, il vit et travaille au Japon.

## Biographie
Thomas Romain est né le 1er août 1977 à Besançon, en France. Il suit un cursus scientifique et une formation d'ingénieur, mais à 19 ans il décide de suivre sa passion pour le dessin et apprend en autodidacte et réalise des planches de BD et des illustrations.
Il rencontre le producteur Savin Yeatman-Eiffel en 1997 et découvre les coulisses des métiers de l'animation, notamment sur le projet Ōban, Star-Racers. Sur les conseils de l'équipe du studio Sav! The World, il prépare le concours (prépa MANAA) puis rejoint l'école des Gobelins entre 1998 et 2000. Il découvre alors le cinéma d'animation japonais avec Ghost in the Shell (1995) de Mamoru Oshii et Princesse Mononoké (1997) du Studio Ghibli ainsi que les séries TV d'animation Neon Genesis Evangelion (1995), Cowboy Bebop (1998) et FLCL (2000). En 2001, lors du festival Nouvelles images du Japon au Forum des images, sa participation à la masterclass de Yasuo Ōtsuka lui permet de mieux comprendre les métiers de l'animation au Japon. En 2000, il réalise avec Tania Palumbo un générique de 30 secondes pour le Festival d'Annecy qui sera remarqué par un producteur du studio Antéfilms ; ce générique servira de base graphique au projet Code Lyoko. En 2003, Romain préfère se focaliser sur Ōban, Star-Racers et part avec Savin Yeatman-Eiffel et Stanislas Brunet réaliser le projet au Japon en tant que co-réalisateur et character-designer.
En 2007, il rejoint le studio Satelight où il est à l'origine du projet Basquash! avec Shōji Kawamori. Il travaille ensuite en tant que directeur artistique et designer sur d'autres séries d'animation produites par Satelight comme Ikoku Meiro no Croisée, Mōretsu Pirates et Senki Zesshō Symphogear. En 2014, il travaille pour le studio Bones, responsable du mecha-design sur Space Dandy, une série réalisée par Shin'ichirō Watanabe. Il réalise par ailleurs, avec Mattt Konture, un vidéo-clip pour la chanson Le du groupe Docteur Livingstone. En 2016 il est responsable du design de l'univers de la série Macross Delta, tout en travaillant en parallèle sur l'épisode pilote de Cannon Busters de LeSean Thomas, en tant que mecha-designer et superviseur général du cote japonais.
Conscient d'être pionnier d'une génération d'animateurs français ayant réussi à percer au Japon, il crée avec d'autres compatriotes le réseau professionnel Furansujin Connection pour aider et conseiller les jeunes animateurs souhaitant travailler au Japon.

## Filmographie

### Animation française
- Code Lyoko (Créateur)
- Code Lyoko Évolution (Créateur)
- Ōban, Star-Racers (Design des personnages, Réalisateur)

### Anime
- Aria the Natural (Designer)
- Aria the OVA ~Arietta~ (Réalisateur de l'animation)
- Engage Planet Kiss Dum (en) (Design artistique)
- Basquash! (en) (Créateur, Direction Artistique, Concept-designer, Chef Animateur)
- Senki Zesshō Symphogear (Direction Artistique)
- Space Dandy (Design des vaisseaux spatiaux)
- Macross Delta (Conception de l'univers)
- Cannon Busters (en) (Réalisateur superviseur)
- Carole & Tuesday (World Design)
- SK8 the Infinity (Design des skates)